# Bucinobantes

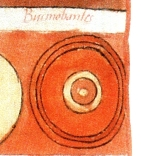
Emblema de los bucinobantes en los escudos del antiguo ejército romano.

Los bucinobantes (en alemán: Bucinobanten) eran una tribu alamana que habitaba en el territorio de la moderna ciudad de Maguncia a orillas del río Meno. 

## Historia
Amiano Marcelino, historiador del Imperio romano, escribió que el emperador Juliano cruzó el río Rin cerca del Meno en el año 359 para negociar con Macriano, el jefe de los bucinobantes, así como otros jefes alamanes.
Después de varias rebeliones contra el Imperio romano, el emperador Valentiniano I fracasó en su intento de capturar a Macriano con la ayuda de los burgundios. Valentiniano nombró a Fraomaro jefe de los bucinobantes, pero ellos se negaron a reconocerlo como tal. Finalmente, en el año 371, Valentiniano se vio forzado a aceptar una alianza con Macriano.
Posiblemente como parte del pacto con Macriano, ese mismo año Valentiniano trasladó a Fraomaro y sus seguidores a Norfolk, en Gran Bretaña.